# 曼恩河畔艾格勒弗耶
曼恩河畔艾格勒弗耶（法語：Aigrefeuille-sur-Maine，法語發音：[ɛɡʁəfœj syʁ mɛn] ⓘ）是法国大西洋卢瓦尔省的一个市镇，位于该省东南部，属于南特区。

## 地理
曼恩河畔艾格勒弗耶（47°4'36"N, 1°24'2"W）面积14.58 平方千米，位于法国卢瓦尔河地区大区大西洋卢瓦尔省，该省份为法国西北部沿海省份，位于布列塔尼半岛东南部，北起伊勒-维莱讷省，西北接莫尔比昂省，西临大西洋，南至旺代省，东临曼恩-卢瓦尔省。
与曼恩河畔艾格勒弗耶接壤的市镇（或旧市镇、城区）包括：泰博堡、塞夫尔河畔迈东、蒙贝尔、拉普朗什、勒穆耶、圣吕米纳德克利松。
曼恩河畔艾格勒弗耶的时区为UTC+01:00、UTC+02:00（夏令时）。

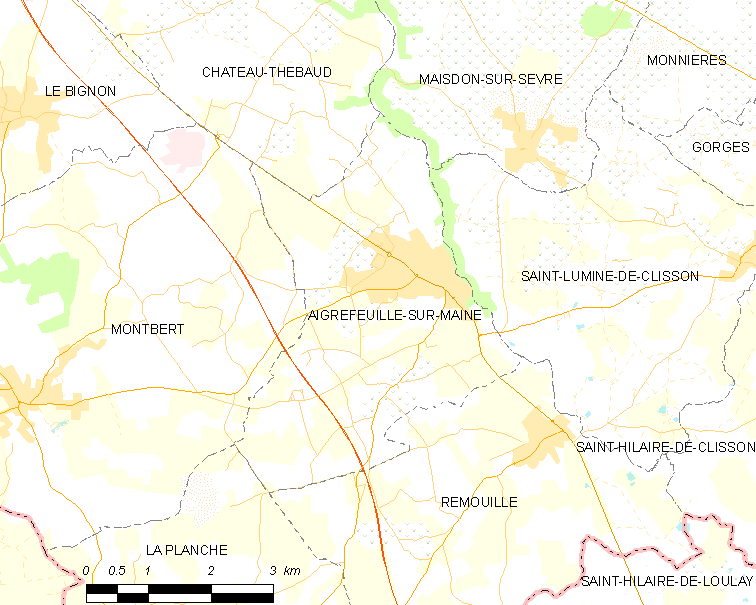
曼恩河畔艾格勒弗耶的OSM定位图

## 行政
曼恩河畔艾格勒弗耶的邮政编码为44140，INSEE市镇编码为44002。

## 政治
曼恩河畔艾格勒弗耶所属的省级选区为克利松县。

## 交通
大西洋卢瓦尔省省道D7线、D117线和D137线在境内交汇。法国国家A83号高速公路经过境内西部但未设出入口。

## 人口

1962-2008年间曼恩河畔艾格勒弗耶人口变化图示

曼恩河畔艾格勒弗耶于2022年1月1日时的人口数量为4121人。